# Lumpuria intermedia
Lumpuria intermedia är en tvåvingeart som först beskrevs av Cook 1978.  Lumpuria intermedia ingår i släktet Lumpuria och familjen dyngmyggor.
Artens utbredningsområde är Nepal. Inga underarter finns listade i Catalogue of Life.